# Anis de Flavigny

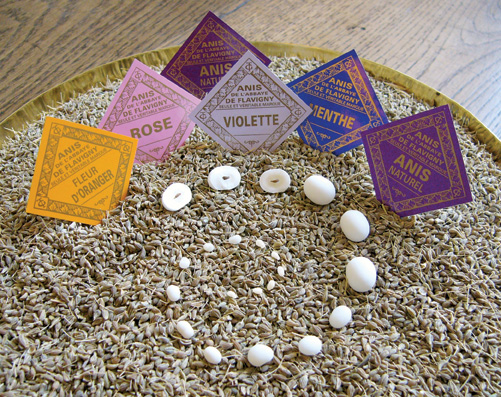
De la graine à l'anis et ses arômes.

Les Anis de Flavigny sont des friandises élaborées à Flavigny-sur-Ozerain en Bourgogne. Chaque bonbon est fait d'une graine d'anis vert enrobée de sirop de sucre aromatisé : anis, violette, rose, menthe, réglisse, oranger…

## Ingrédients
Les Anis de Flavigny sont composés d'une graine d'anis vert, de sucre et un d'arôme naturel.
La graine d'anis est celle de Pimpinella anisum, une espèce probablement originaire d'Asie, répandue par la culture dans tous les pays tempérés. Le sucre est de betterave s'il est blanc, de canne et certifié biologique s'il est roux. Les arômes sont des huiles essentielles et des arômes naturels extraits à la vapeur d'eau.

## Méthode de fabrication
C'est une dragéification : la graine d'anis est recouverte de fines couches successives de sirop de sucre. Il faut quinze jours au dragéiste pour faire d'une petite graine de deux milligrammes un bonbon d'un gramme. Depuis 1591, les dragéistes qui se sont succédé sont restés fidèles à la recette.

## Histoire
Ce sont des moines bénédictins qui, lors de la fondation de l'abbaye de Flavigny en 719, situé tout près du site d'Alésia où Jules César défit Vercingétorix, se lancèrent dans la fabrication de ce bonbon en utilisant l'anis rapporté au début de notre ère par le voyageur romain Flavius.
Dès 1591, des bénédictins de l'abbaye distribuent des bonbons aux ecclésiastiques de passage. En 1660, la pieuse Anne d'Autriche se voit offrir des graines d'anis dans le Lubéron où elle pèlerine. Son fils,  Louis XIV possède un drageoir de bonbons d'Anis enrobés en couches successives de sucre aromatisé. Lors de la négociation d'un traité de paix en 1763 avec Georges III, roi d'Angleterre, le chevalier d'Éon lui offre notamment des sucreries de Flavigny.
Après la Révolution française où les biens de l'Église sont saisis, l'abbaye de Flavigny est utilisée comme une carrière de pierres dont on revend les blocs de pierre. Ce sont huit confiseurs du village qui se lanceront dans la fabrication de cette friandise selon la recette originelle. Seule fabrique perpétuant artisanalement, au sein de l'abbaye, la fabrication des Anis de Flavigny, la maison Troubat a été fondée par Jean Troubat, en 1923 quand il y installe ses machines. 
Depuis 1990, son actuelle dirigeante, Catherine Troubat, perpétue les valeurs des moines bénédictins d'antan tout en modernisant son entreprise. Elle conseille de prendre ces bonbons par deux pour les laisser fondre dans la bouche sans les croquer.

## Contenant
Le dessus des boites ovales montre un berger offrant des bonbons à une jeune fille dans un décor romantique avec un cours d'eau et un agneau, symbole de la féminité et de la virilité.

## Diffusion
Les Anis de Flavigny ont été les premiers bonbons à être proposés dans les distributeurs automatiques des gares et du métro puis des cinémas ou des grands magasins dès les années 1930. 
Ils ont reçu le ruban bleu Intersuc en 1988, pour être « l'un des plus anciens bonbons de France ».
En 2014, les Anis de Flavigny sont vendus dans quarante-cinq pays et sont toujours fabriqués par l'entreprise artisanale et familiale Troubat.
Les Anis de l'abbaye de Flavigny ont également reçu la distinction de « Site remarquable du goût » des ministères de l'Agriculture, de l'Environnement, de la Culture et du Tourisme en 1992, pour leurs qualités d'« ambassadeur de la gastronomie française un peu partout dans le monde, parce que le bonbon est toujours fabriqué dans son lieu d'origine, parce que celui-ci est ouvert à la visite et est remarquable ».

### Variétés
Toute une déclinaison d'arômes naturels existe : à l'anis, à la violette, à la menthe, à la réglisse, au citron, à la rose, à la fleur d'oranger, au cassis, au gingembre, à la mandarine, etc. Et, quel que soit leur goût, on les appelle toujours les Anis.

## Galerie

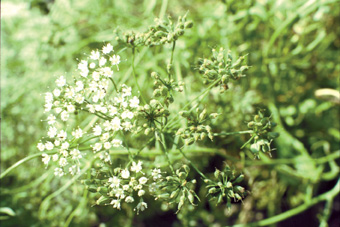
Pimpinella anisum.
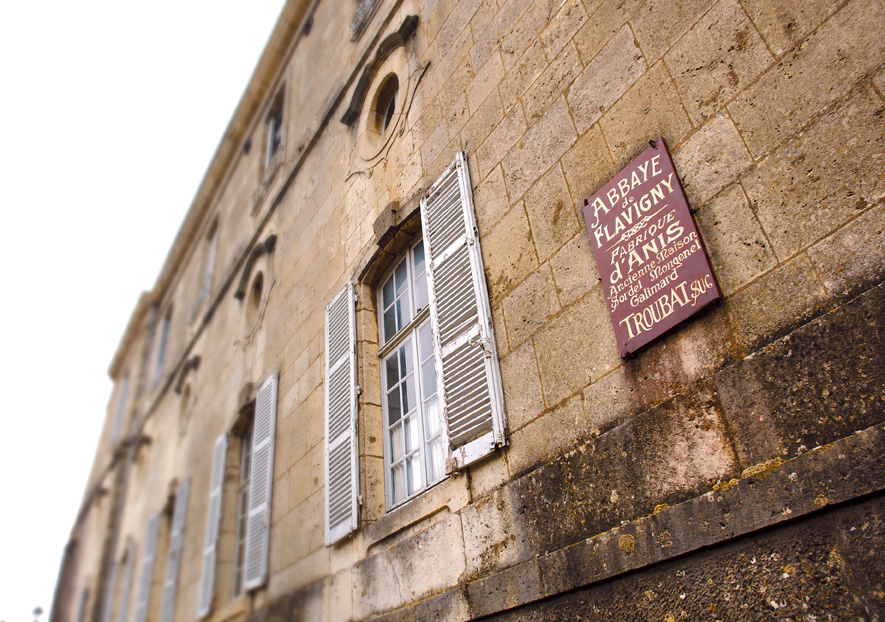
La fabrique des Anis de Flavigny.
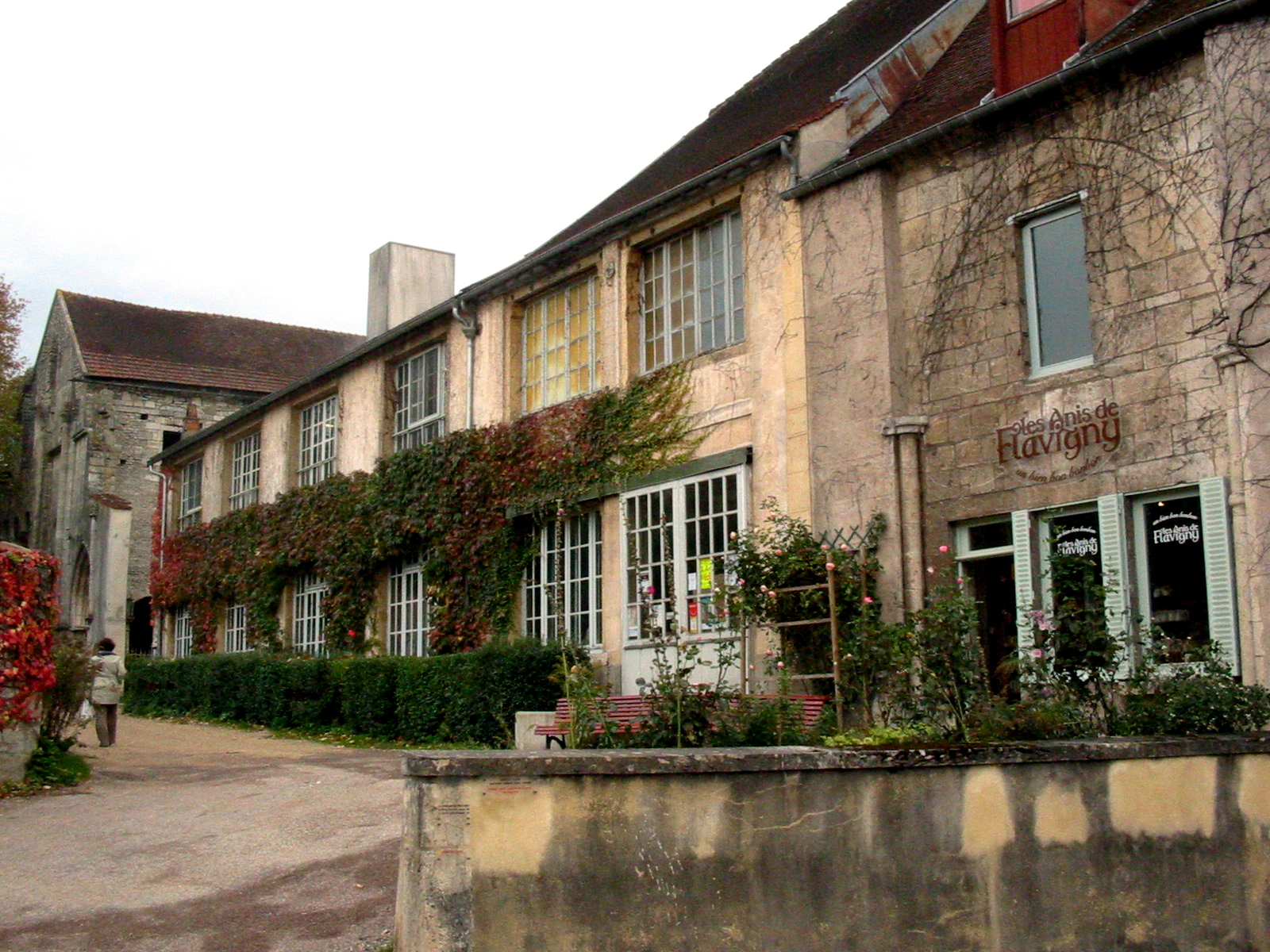
La fabrique des Anis de Flavigny (2006)
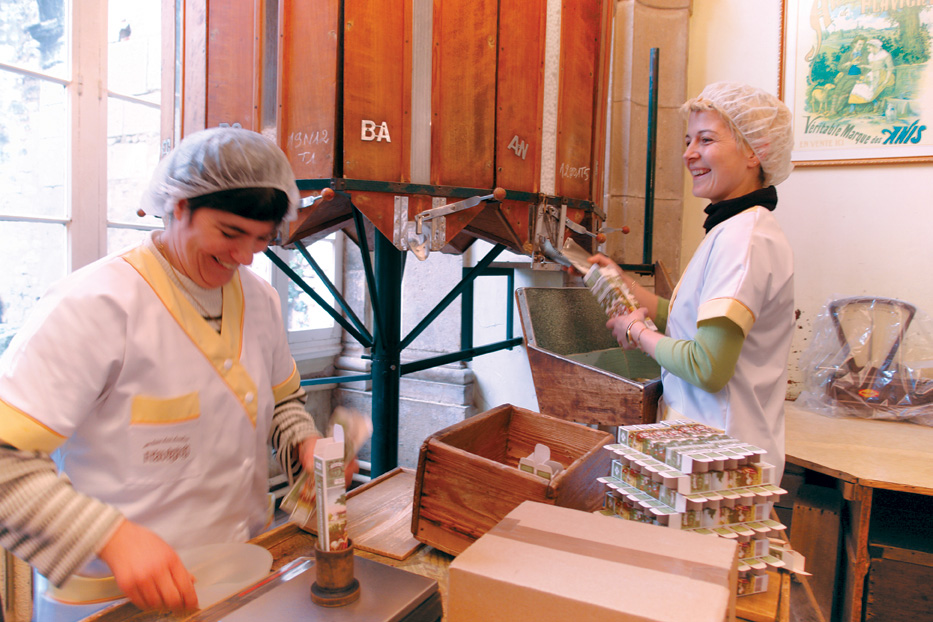
L'atelier de conditionnement.

## Musée
Un musée consacré aux anis a été ouvert en 2015 au village.